# NBA Jam
NBA Jam é um jogo-eletrônico de esporte estilo arcade. Lançado em 1993 pela Midway para arcades, o jogo revolucionou o gênero dos jogo-eletrônicos de basquetebol. Usando a mesma tecnologia de digitalização vista em Mortal Kombat, a desenvolvedora resolveu arriscar no campo dos jogos de esporte.
A ideia de um jogo de basquete 2x2 não era exatamente nova, já que, em 1989, a mesma empresa já havia lançado Arch Rivals, que segue o mesmo estilo. Porém, pela primeira vez, um jogo de videogame teria a marca da NBA licenciada, trazendo todas as estrelas da liga, tendo como base a temporada 1992/1993. Além disso, sem qualquer compromisso com a realidade, o jogo ousou ao dar poderes exagerados aos jogadores, que, por exemplo, saltavam metros para enterrar. Quando se acertava vários arremessos seguidos, a redinha pegava fogo e não existiam faltas. O narrador, completamente pirado, incendiava ainda mais a pelada. Exceto pela regra dos 24 segundos e pelo famigerado “Goal Tending”, não havia faltas e a bola sequer saia da quadra. Era tudo muito rápido, com a diversão sendo priorizada acima de qualquer aspecto. Tudo isso fez com que, um ano após seu lançamento, o game já era o arcade mais vendido de todos os tempos e começou sua invasão dos consoles caseiros, ganhando versões pra tudo quanto é videogame da época – algumas bastante aceitáveis, outras completamente medonhas, como para Game Boy, por exemplo. É interessante notar que na ida do jogo para os consoles, os jogadores e times foram atualizados, usando como referência a temporada 1993/1994 da NBA.

## Modos de jogo
- 1 Player - Modo Campeonato, que funcionava via password, ou amistoso
- Multiplayer - Duelos simples, com suporte para dois ou quatro jogadores simultâneos.

## Sequências
Dois anos após seu lançamento, o game ganhou uma sequência: NBA JAM: Tournament Edition, que é praticamente uma expansão do game original, mas com pequenas alterações e polimentos. As principais mudanças são:
- Todos os times ganharam um terceiro jogador, possibilitando variações de duplas, que poderiam ser alteradas mesmo nos intervalos das partidas.
- Mais personagens secretos, que iam desde estrelas aposentadas como Larry Bird, os mascotes de Chicago Bulls e Charlotte Hornets, até personalidades como Hillary Clinton, Príncipe Charles e Will Smith (como o Fresh Prince of Bell-Air).

Em 1995, antes de NBA JAM: Tournament Edition, portanto, saiu uma versão idêntica do NBA com jogadores da liga universitária estadunidense. College Slam tinha o intuito de popularizar o formato de Final Four desta liga.
Em 1996 saiu NBA Hang Time onde era possível criar jogadores e editar atributos dos jogadores já existentes.
A partir de 1999, a franquia passa a receber lançamentos anuais. Primeiro foi NBA Jam 99. Depois dele vieram NBA Jam 2000, NBA Show Time: NBA on NBC, em 2001, NBA Jam 2002, NBA Jam 2003. Depois desse, somente em 2010 a franquia ganharia novos jogos, com NBA Jam 2010, para Nintendo Wii, Xbox 360 e PlayStation 3.

## Lendas e curiosidades
- Como a dupla do Chicago Bulls não contava com Michael Jordan, existia uma lenda de que ele na verdade estava escondido no game. A verdade porém é que ele não liberou sua imagem para ser usada no jogo. Apesar de não estar na versão original do jogo, em alguns fliperamas Michael Jordan estava disponível para os gamers. Gary Payton, que também não figurava no jogo original, também estava em algumas versões. A inclusão de ambos atendia um pedido pessoal dos jogadores para que estivessem em uma edição especial do game.[2]
- Existia uns cheats no game em que era possível transformar os jogadores em dinossauros ou colocar o então presidente Bill Clinton no lugar de um dos jogadores da dupla de qualquer equipe.